# Jaunting Car

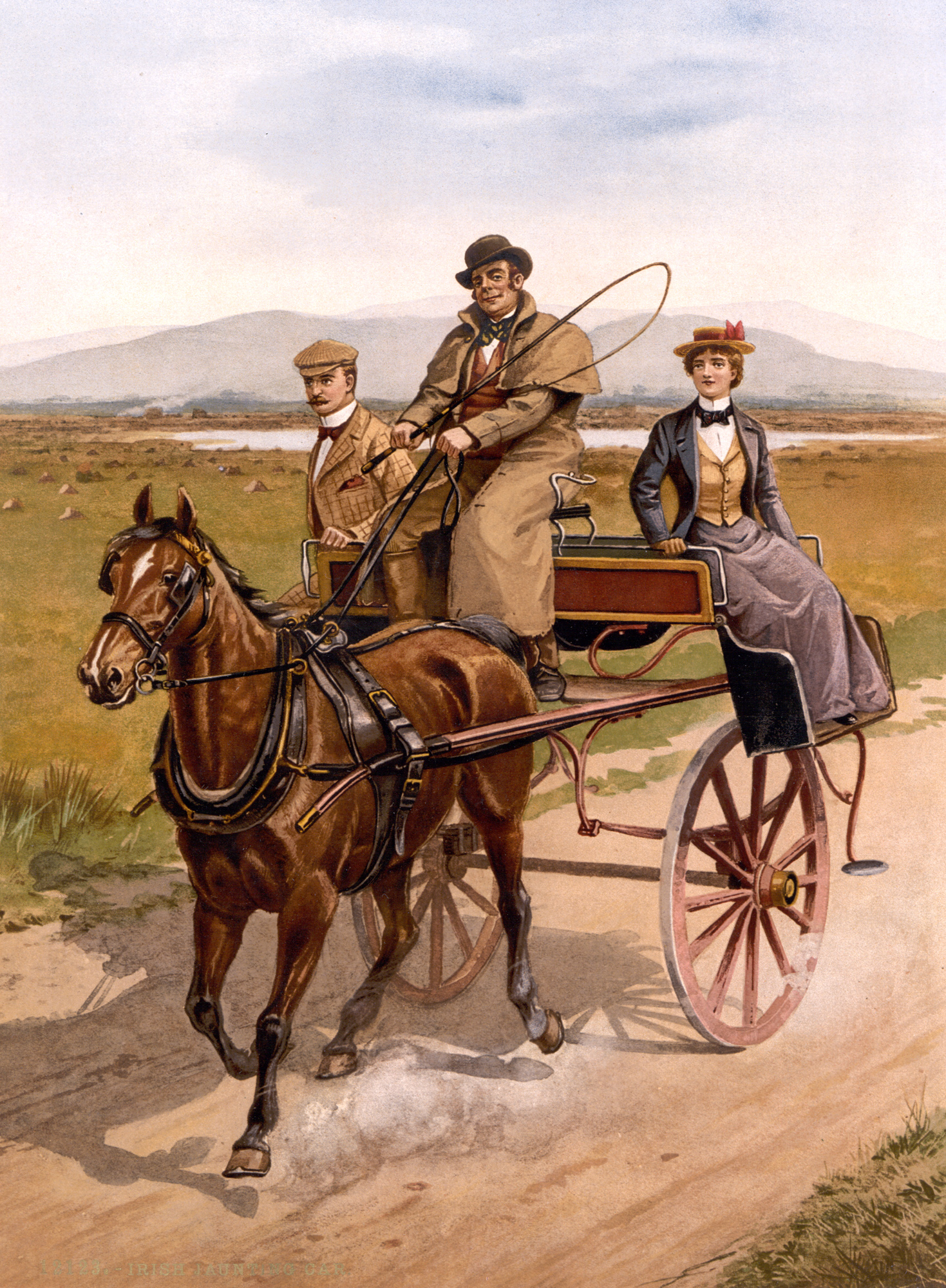
Jaunting car in Irland, um 1895

Ein Jaunting Car ist ein leichter, gefederter, zweirädriger, einspänniger Pferdewagen, mit einem Sitz vorne für den Kutscher und zwei weiteren längs angeordneten Sitzen für zwei oder vier Personen, die Rücken an Rücken sitzen, wobei die Trittbretter über die Räder hinausragen.

## Etymologie
Der erste Teil des Begriffes stammt von dem Verb to jaunt, das heute nur noch im Sinne einer Spritztour oder eines kurzen Vergnügungsausflugs verwendet wird, aber in seiner frühesten Verwendung die Bedeutung hatte, ein Pferd eine Caracolla machen zu lassen, d.h, es auf und ab zu tänzeln zu lassen. Es handelt sich offenbar um eine Variante von jaunce, das die gleiche Bedeutung hat und vermutlich vom altfranzösischen jancer stammt.

## Typen
Es gibt im Wesentlichen drei Arten von Wagen:
- Den outside jaunting car, bei dem die Fahrgäste mit dem Gesicht nach außen über den Rädern saßen

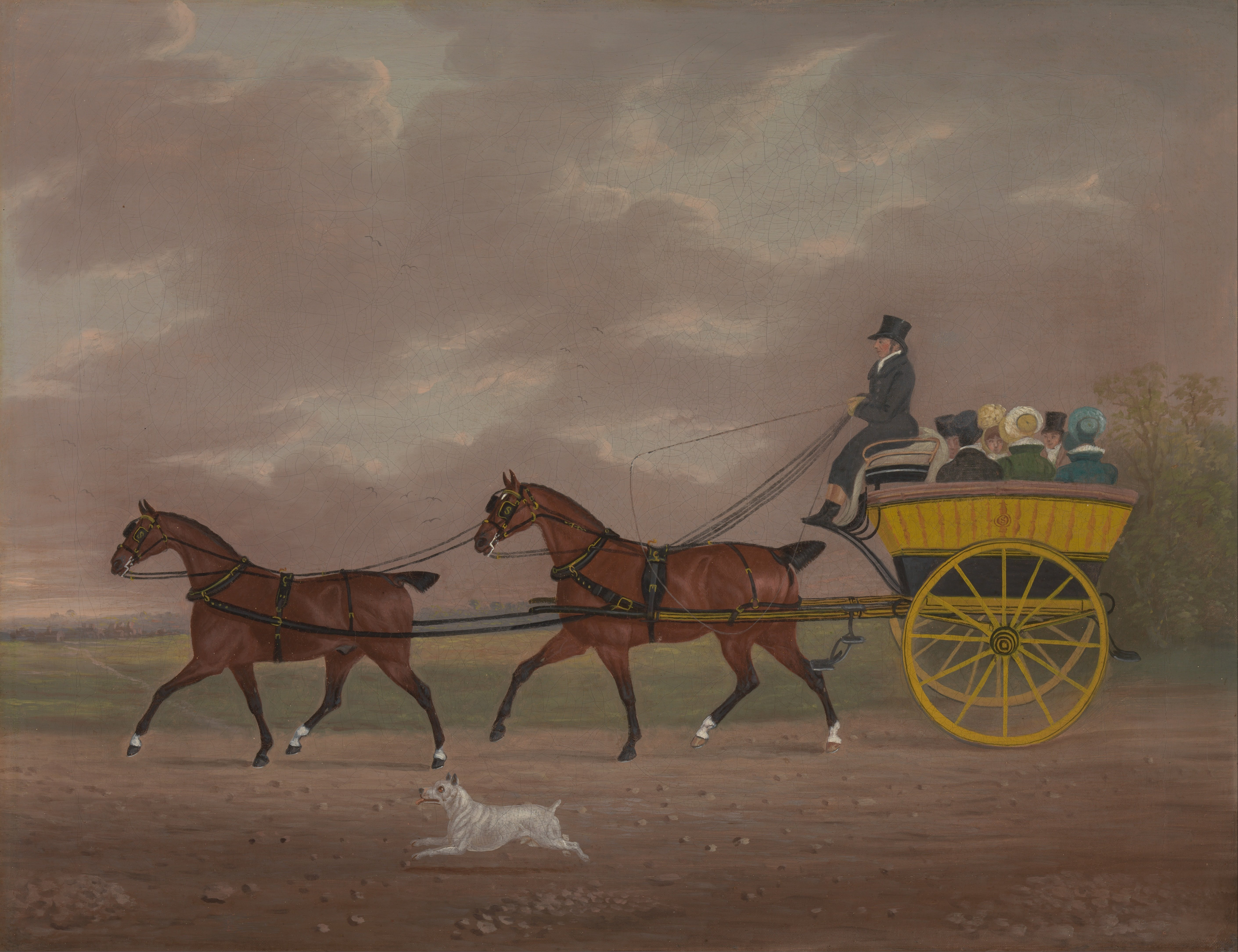
Inside jaunting car mit Tandem-Gespann

- Den inside jaunting car genannten Jagdwagen, der als 'vornehmer' galt und in dem die Fahrgäste mit dem Rücken zu den Seiten des Wagens gegenübersaßen.[2] Anthony Trollope beschrieb den Jagdwagen als „die vielleicht unbequemste Art von Fahrzeug, die je erfunden wurde“[3]
- Den covered jaunting car, einen Jagdwagen mit geölten Planen auf allen Seiten, um die Fahrgäste vor dem Wetter zu schützen, was allerdings auf Kosten der Sicht ging[4]

## Irland
Der Jaunting Car ist insbesondere in Irland populär. Er war im 19. Jahrhundert ein in Dublin beliebtes Transportmittel, das von Valentine Vousden in dem Lied The Irish Jaunting Car popularisiert wurde. In einigen Teilen des Landes, insbesondere in Killarney in der Grafschaft Kerry werden Junting Cars nach wie vor für Touristen eingesetzt, um Ausflüge zu den Seen und in den Nationalpark zu machen.

## England
Ab 1813 erhob die britische Regierung eine Steuer auf jeden „junting car or pleasure car“ (1813 Act of Parliament, 53 Geo III, Spalte 59).

## Indien

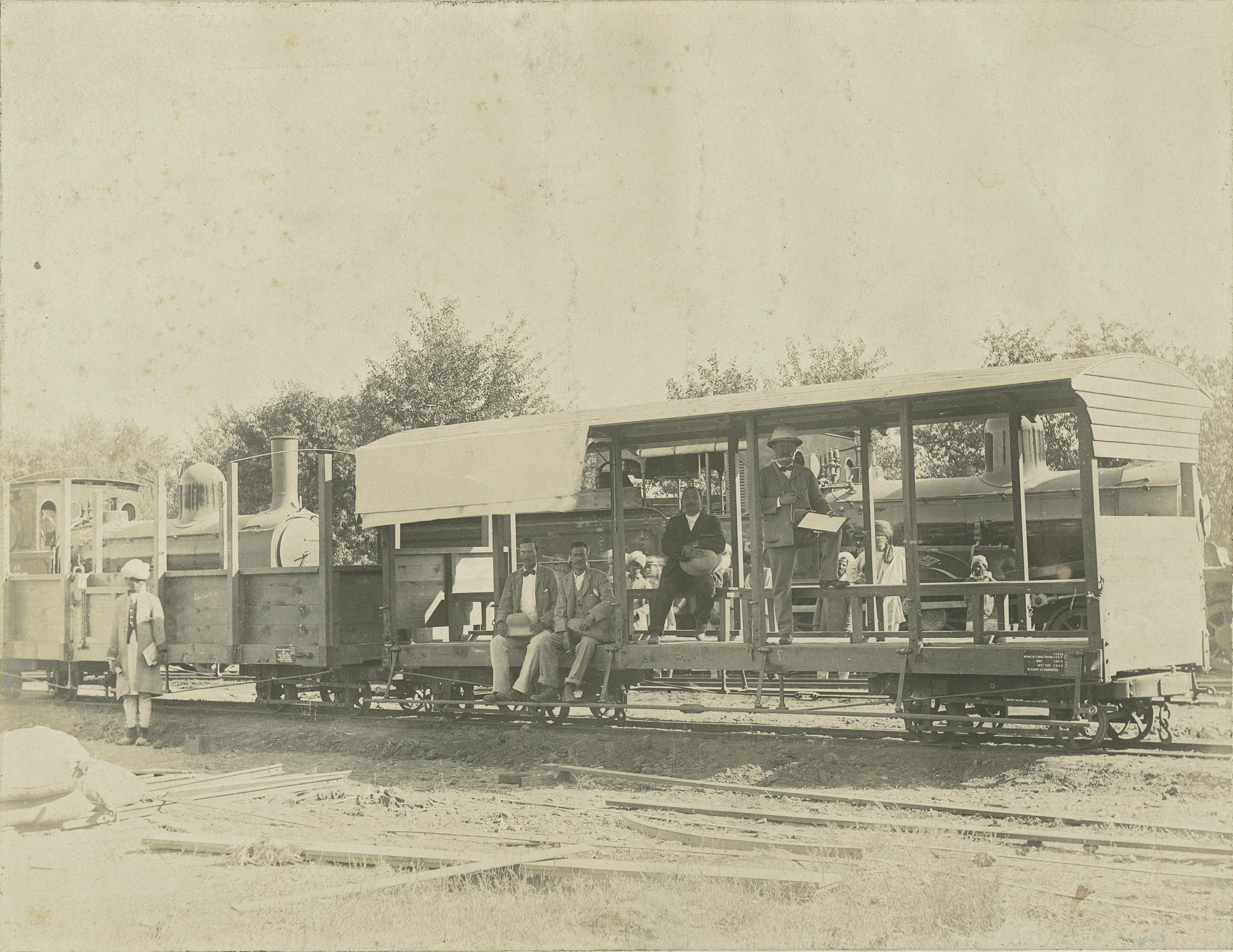
Ein indischer jaunting car zum Personen- und Gütertransport per Eisenbahn

In Indien wurde der Begriff für Eisenbahnwagen mit einer Längs-Mittelbank und einer Plane verwendet, die als Personen- oder Güterwagen eingesetzt werden konnten. Die Fahrgäste reisten dabei wie in einem Doppelstockwagen: Entweder gut geschützt auf der Sitzbank oder etwas rustikaler auf der Plattform mit den Füßen auf der Fußstütze.